# Amolops indoburmanensis
Espèce
Amolops indoburmanensis est une espèce d'amphibiens de la famille des Ranidae.

## Répartition
Cette espèce est endémique de Birmanie. Elle se rencontre dans les États Chin et d'Arakan et dans les régions de Sagaing et de Bago.
Sa présence est incertaine au Manipur en Inde.

## Étymologie
Son nom d'espèce, composé de indoburman et du suffixe latin -ensis, « qui vit dans, qui habite », lui a été donné en référence au lieu de sa découverte, la chaine Indo-birmane.

## Publication originale
- Dever, Fuiten, Konu & Wilkinson, 2012 : Cryptic Torrent Frogs of Myanmar: An examination of the Amolops marmoratus species complex with the resurrection of Amolops afghanus and the identification of a new species. Copeia, vol. 2012, no 1, p. 57-76 (texte intégral).